# 好時
好時（英語：The Hershey Company），通稱Hershey's，是北美最大的巧克力製造商之一，總部位於賓夕法尼亞州的赫爾希鎮。該公司由Milton S. Hershey以Hershey Chocolate Company之名成立於1894年，並作為其Lancaster Caramel Company的子公司。如今，其產品於全球60多個國家銷售。此外，該企業亦是世界可可基金會的成員，它也與Hersheypark體育場和巨人中心相關聯。旗下著名产品有好時之吻（Hershey's Kissise）巧克力、好时巧克力排块、Reeses、Twizzlers等。
2015年1月29日好時公司收購健康肉類零食製造商Krave Pure Foods Inc。
2017年12月19日，好時食品斥資9.21億美元（71.84億港元）收購擁有SkinnyPop爆谷與Tyrrell薯片的生產商Amplify Snack Brands。

## 旗下著名品牌
- Hershey's
- 好時之吻
- BarkTHINS
- Tyrrell's薯片
- SKINNYPOP爆谷
- Krave
- 奇巧巧克力
- Reeses
- Twizzlers

## 历史
Hershey's的名称来源于該公司的创始人密爾頓·史內夫里·赫爾希，因此將公司命名為为「Hershey's」。
- 2018年9月，好时宣布以4.2亿美元的全现金交易从B＆G Foods收购Pirate Brands；
- 2019年8月，好时宣布将以3.97亿美元的价格收购蛋白棒生产商One Brands LLC；
- 2019年10月，好时宣布与D. G. Yuengling & Son（美国历史最悠久的酿酒公司，成立于1829年，按销量计算，2018年它是美国最大的精酿啤酒厂，第六大整体啤酒厂和最大的美国独资啤酒厂）合作，生产限量版合作啤酒，名为Yuengling Hershey's Chocolate Porter，成为好时的第一个许可啤酒合作伙伴[2]。

## 巧克力
Hershey's是美国最大的巧克力制造商，此公司所制造的巧克力有纯巧克力、黑巧克力、巧克力冰淇淋等。旗下的产品非常丰富。此外，位於賓州的公司總部也開放供遊人参观，一年能吸引非常多遊人。

## 好時樂園
Hershey公司创建与其同名的遊樂園——好時樂園（Hershey Park），該樂園與公司同样位於賓西法尼亚州境內。好時樂園拥有11座，被人称为仅次于六旗樂園（Six Flags）的美国最大游乐园。

## 图片集

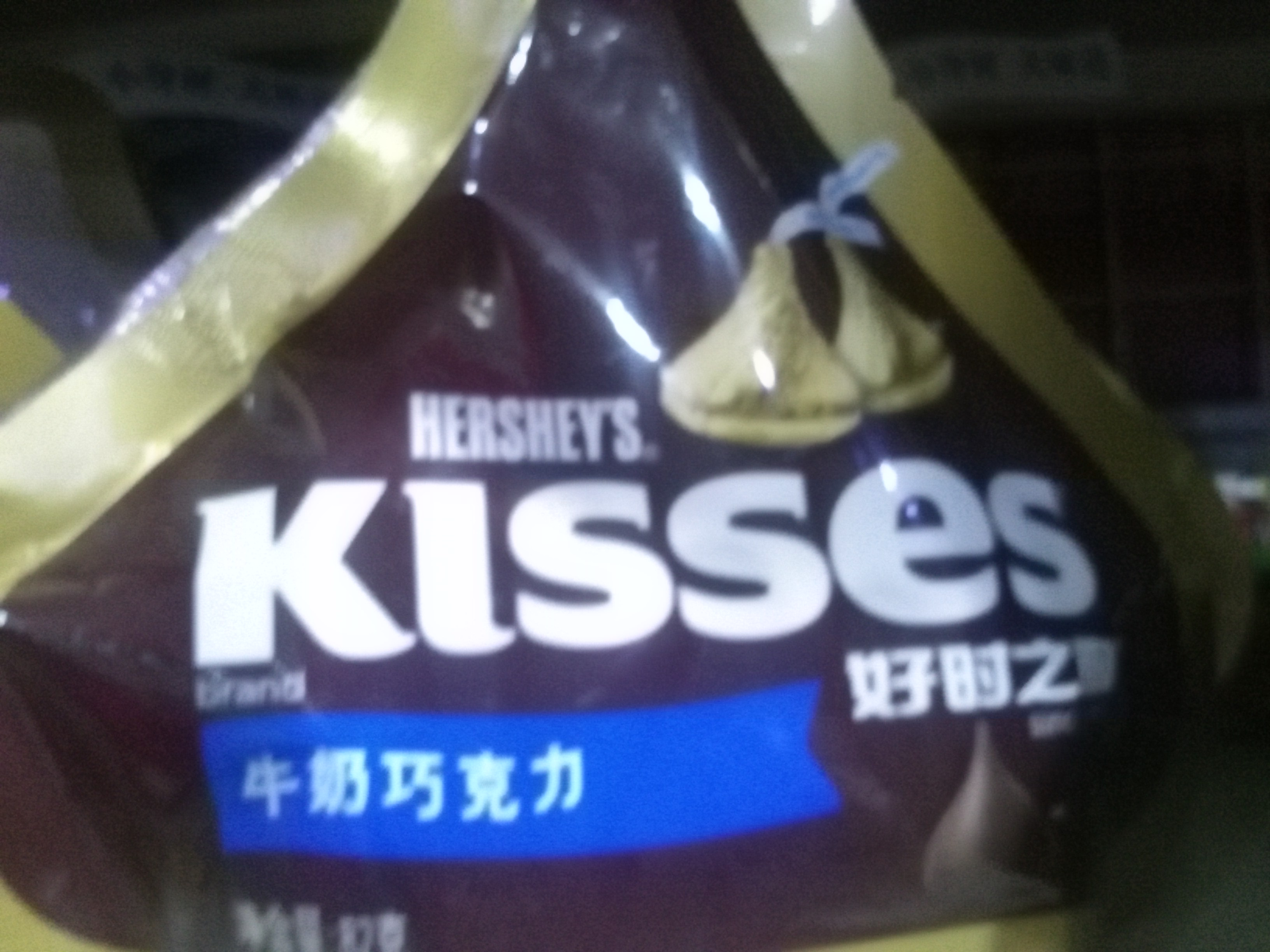
好時之吻（Hershey's Kisses）
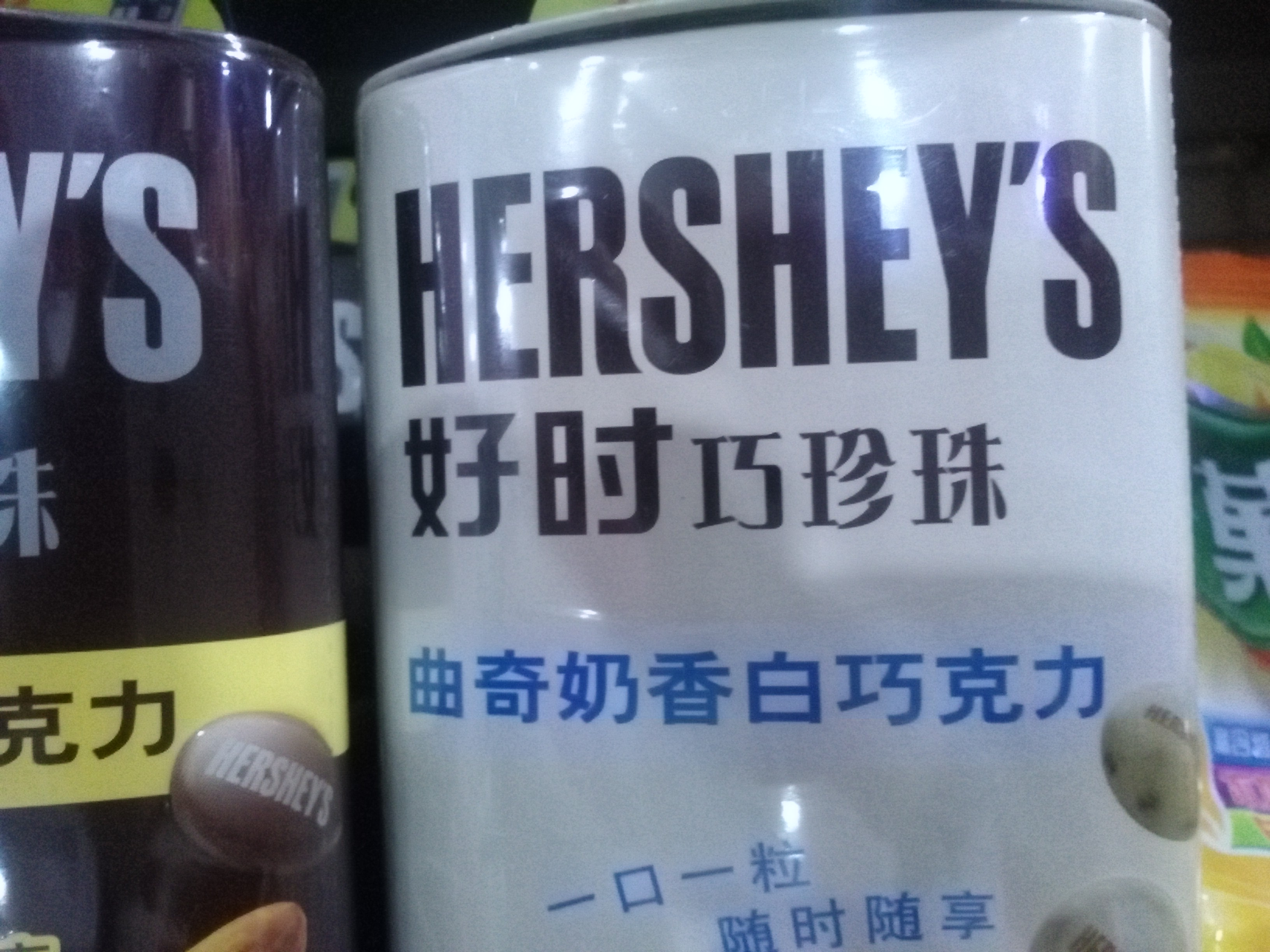
好时巧珍珠
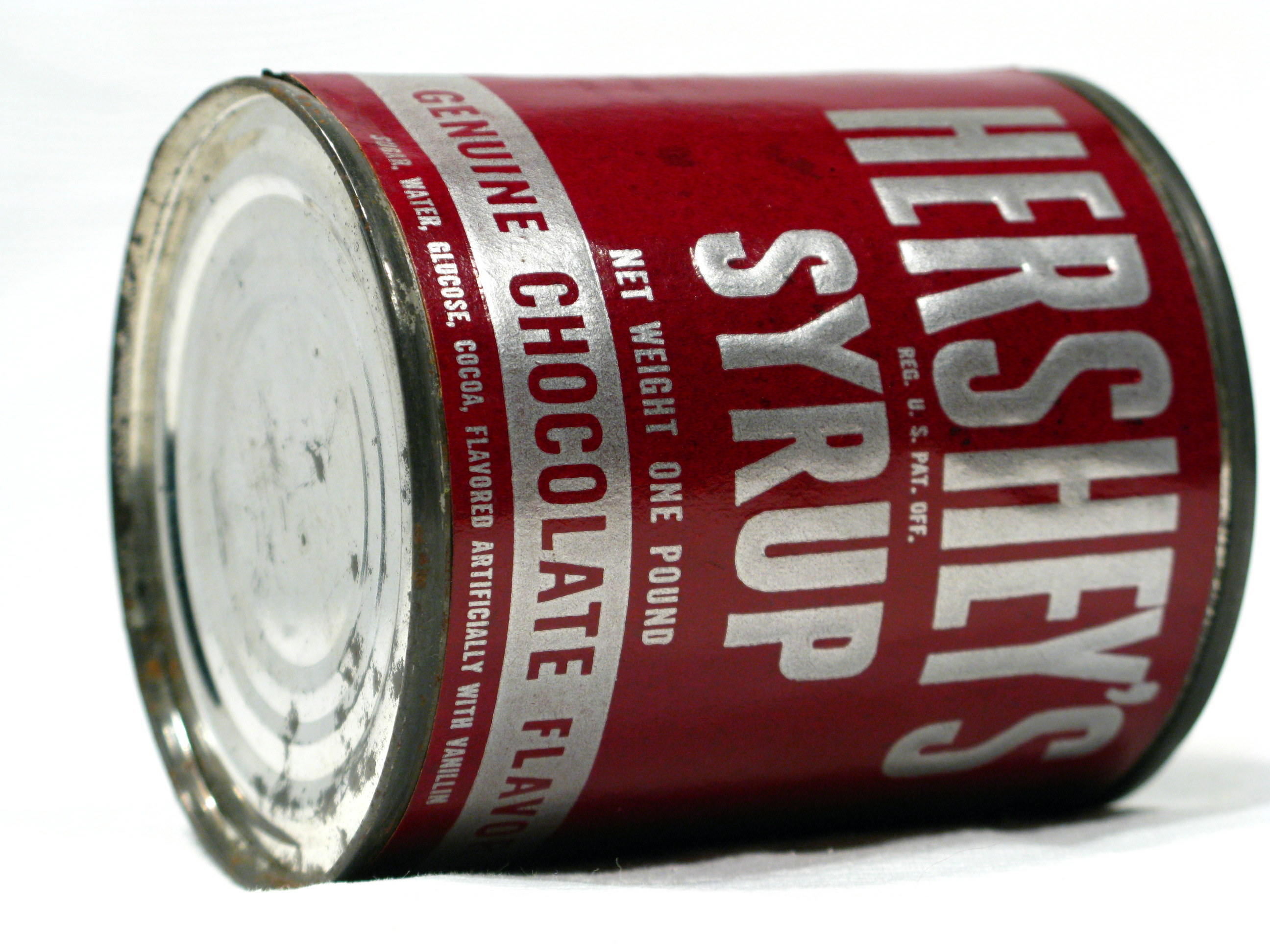
1950年代的好时糖浆
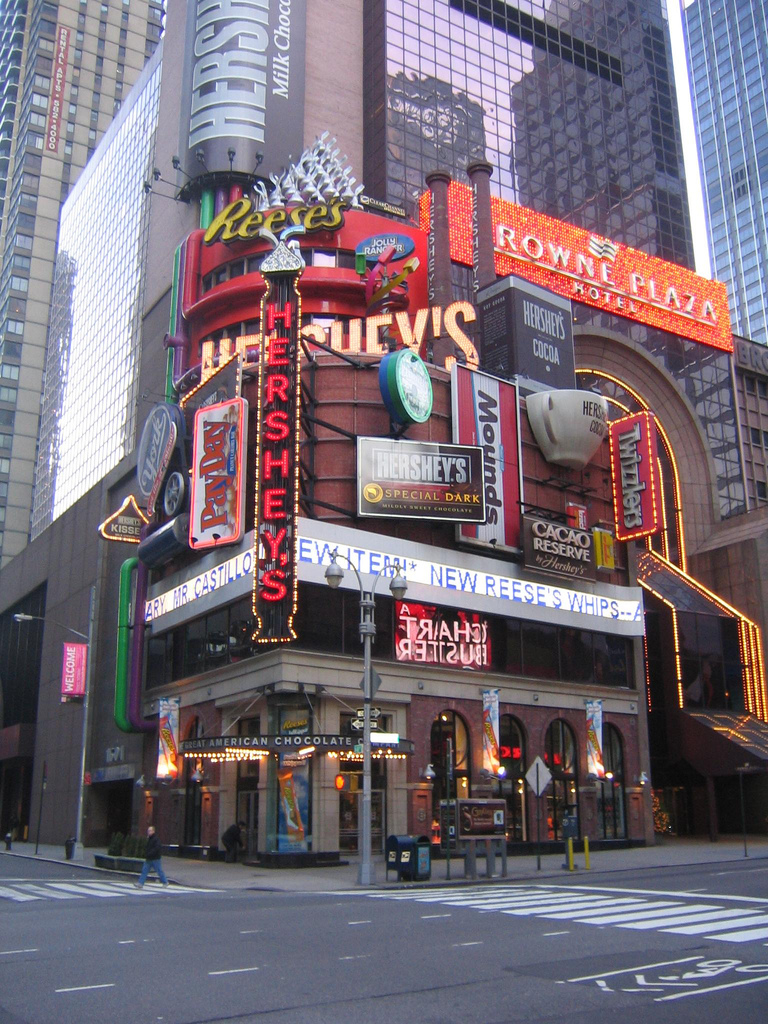
纽约时代广场的好时专卖店